# Torre degli Oseletti

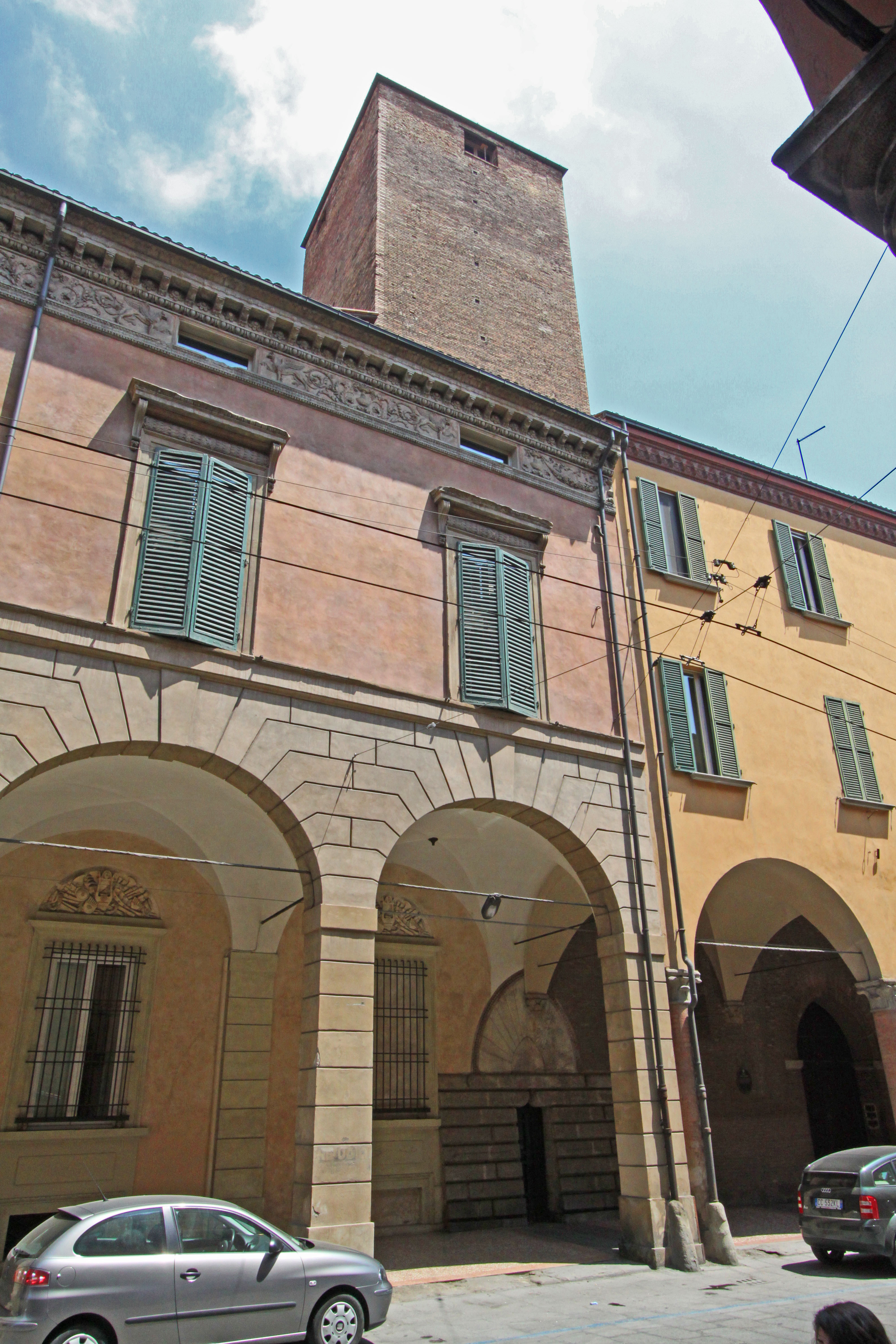
Torre degli Oseletti, der das Dach des Palazzo Sanguinetti überragt

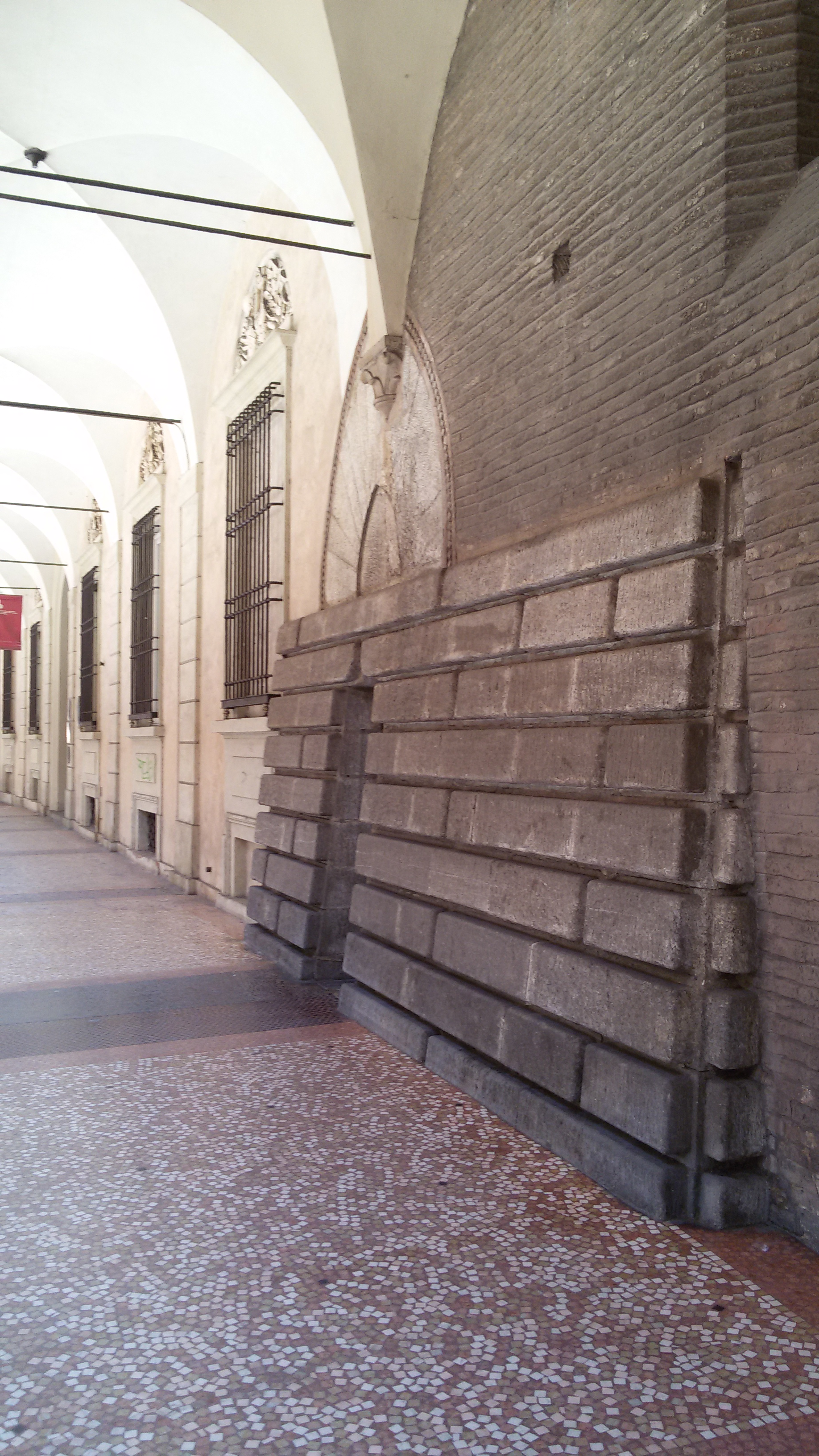
Der Eingang zum Turm unter der Vorhalle an der Strada Maggiore

Die Torre degli Oseletti ist einer der etwa 20 Geschlechtertürme, die es noch im historischen Zentrum von Bologna in der italienischen Region Emilia-Romagna gibt.

## Beschreibung
Der Turm erhebt sich an der Strada Maggiore zwischen den Hausnummern 34 und 36. Er ist in den Palazzo Sanguinetti integriert. Heute ist er 31 Meter hoch, aber ursprünglich muss er die heutige Höhe bei Weitem überstiegen haben (vermutlich erreichte er 70 Meter), worauf die Dicke der Mauern an der Basis (mehr als 2 Meter) hinweist. Er wurde im 12. Jahrhundert erbaut.
Unter der Vorhalle in der Strada Maggiore kann man heute den Eingang zum Turm finden, der 1924 restauriert wurde und dem der Torre degli Asinelli ähnelt. Er besteht aus einer schmalen Tür (77 Zentimeter breit), einem Spitzbogen darüber und ist in neun Reihen von Selenitbossenwerk eingesetzt. Die Türschwelle liegt heute auf der Ebene des Vorhallenbodens, da das Straßenniveau später angehoben wurde; früher gab es wohl eine oder mehrere Stufen.
An dem Teil des Turms, der das Dach des Palastes überragt, bemerkt man die typischen Balkenöffnungen im Mauerwerk und einige Bogenfenster.

## Geschichte
Die Oselettis, auch Osellettis, Ocellettis, Uccellettis oder Ausilittis genannt, waren eine guelfische Adelsfamilie. Ihr Name ist von den drei silbernen Stieglitzen auf ihrem Wappen abgeleitet.
Sie nahmen an den Kreuzzügen teil und viermal übernahmen sie das Amt des Konsuls in der Stadt. Im Übrigen war Lippo Oseletti einer der 38 Männer, die 1283 von der Stadtregierung zu Lupi rapaci (dt.: räuberische Wölfe) erklärt, aus Bologna verbannt, ihr Eigentum beschlagnahmt und ihre Häuser und Türme zerstört wurden. Vielleicht wurde bei dieser Gelegenheit der Turm in der Strada Maggiore gekürzt.
Sie besaßen Häuser und womöglich mindestens einen weiteren Turm in der Via Altabella, in der auch eine Kirche, geweiht der Santa Maria degli Oseletti stand, die aber 1817 abgerissen wurde. Die Familie starb im 14. Jahrhundert aus und ihr Turm in der Strada Maggiore fiel über die Jahrhunderte an zahlreiche andere Familien, von denen die Papazzonis, die Favas und die Riarios als Besitzer überliefert sind. Ende des 18. Jahrhunderts kaufte den gesamten Komplex, bestehend aus dem Turm und den angrenzenden Palästen, für bemerkenswerte 45.000 Lire Antonio Aldini, Minister und Freund Napoleons, der in vollständig umbauen ließ. Später war unter den verschiedenen Eigentümern der Immobilie auch der bekannte Tenor Domenico Donzelli. Heute gehört der Turm der Familie ‚‚Cavina‘‘.